# Wangqiao (köpinghuvudort i Kina, Hubei Sheng, lat 29,98, long 112,70)
Wangqiao (kinesiska: 汪桥, 汪桥镇) är en köpinghuvudort i Kina. Den ligger i provinsen Hubei, i den centrala delen av landet, omkring 170 kilometer sydväst om provinshuvudstaden Wuhan. Antalet invånare är 57 487. Befolkningen består av 28 007 kvinnor och 29 480 män. Barn under 15 år utgör 17,0 %, vuxna 15-64 år 72 %, och äldre över 65 år 10,0 %.
Runt Wangqiao är det ganska tätbefolkat, med 248 invånare per kvadratkilometer. Wangqiao är det största samhället i trakten. Trakten runt Wangqiao består till största delen av jordbruksmark.
Genomsnittlig årsnederbörd är 1 609 millimeter. Den regnigaste månaden är april, med i genomsnitt 233 mm nederbörd, och den torraste är december, med 33 mm nederbörd.